# Bátorkő
Bátorkő vára A Kelet-Bakonyban, Várpalotától mintegy 5 km-re északra, a Fajdas-hegyet északkeletről határoló Vár-völgyben, meredek és szűk területű sziklacsúcson találjuk Bátorkő, vagy mai nevén Pusztapalota várának romjait.

## Története
A vár a 13. század végén vagy a 14. század elején keletkezhetett, amikor a hatalmas Konth család birtoka volt. 1271-ből származik két oklevél is, amelyben a Szalók nemzetség birtokmegosztásával foglalkozva szerepel a "Tikolföld a Várad erdővel" megjelölés. Ez arra utal, hogy valószínűleg ekkor már áll Bátorkő vára.

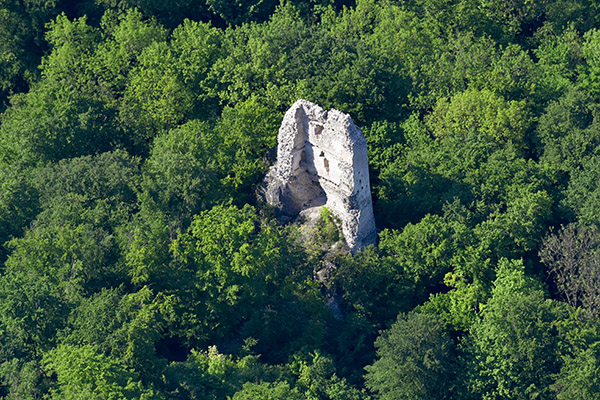
Várpalota, Bátorkő vára légi felvételen

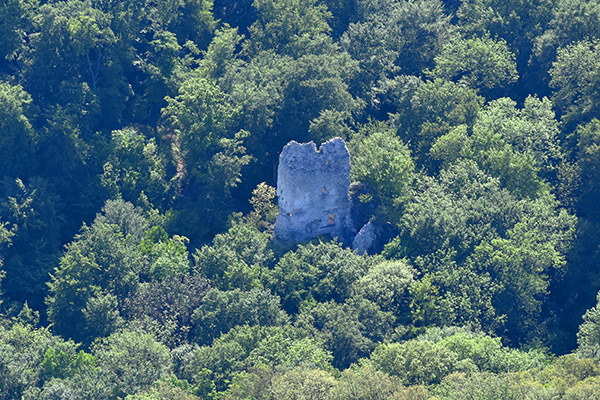
Bátorkő vára a magasból

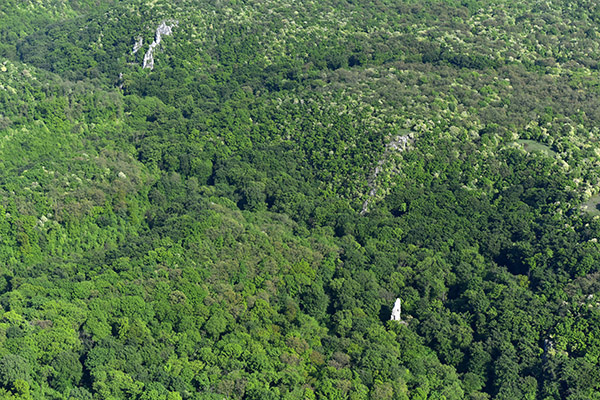
Bátorkő látképe madártávlatból

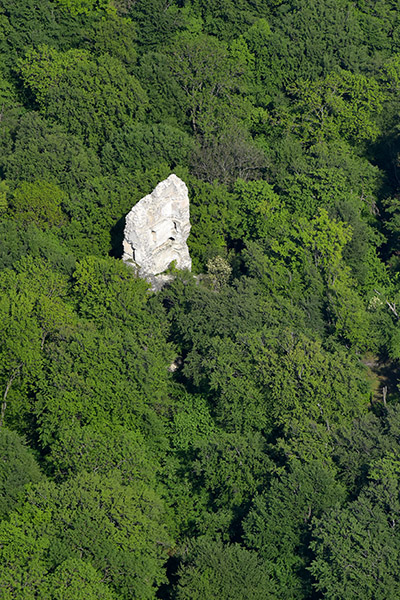
Bátorkő vára, Várpalota – légi fotó

Könczöl Imre szerint annak az 1288-ban kelt oklevélnek, amely "castro Bacurku" néven említ egy várat, és egyesek szerint ez Bátorkő első okleveles említése, elmélyült elemzése után igazolható, hogy nem erről a várról van szó.
Bátorkőt először 1326-ban említik oklevélben, amikor a Csákok a hozzá tartozó falvakkal és birtokokkal együtt elcserélik más várakért Károly Róbert királlyal. Ez az oklevél meghatározza azt is, hogy a vár "Tykolfeldeu" területén áll.
Egy 1409-ben keletkezett oklevél említi meg Keszi Balázst, mint "castellánus castri Bathorkw alias curialis in Palotha", vagyis Bátorkő várának várnagya és Palota udvarispánja.
Bátorkő a török hódoltság idején pusztult el, és csak ezután kapta a Pusztapalota nevet. Azt, hogy Bátorkő vára mikor pusztult el, nem tudjuk. Az utolsó okleveles adat 1559-ből maradt fenn. Feltehetően a XVI. század második felében már elhagyatott volt, és így fokozatosan romba dőlt. A 19. században villámcsapás érte, amikor állaga még inkább leromlott.

## Leírása
Pusztapalota Radnai Lóránt leírása szerint: "a kis fellegvár négy, egymástól jól elkülöníthető épületrészből állt. A sziklabérc nyugati oldalán, ahonnan egyedül volt megközelíthető, állott az udvart kerítő és bejáratot védő fal, e fölött magasodott a 3 emeletes torony, amelyből csúcsíves ajtón keresztül vezetett egy híd az átjáró toronyba. Ezen keresztül egész keskeny, többlépcsős folyosó vezetett a negyedik épületrészbe, az alsó toronyba. A kb. 15 m magas 3 emeletes torony csak nyugatról volt megközelíthető. Itt volt kapcsolata a völgy nyugati oldalával, de azt az összekötő kis részt is biztosan elvágta abban az időben, és egy árok húzódhatott a vár bejárata előtt, amelyet ma már feltöltöttek a leomlott falrészek. Felvonóhíd vezethetett az árkon keresztül, amelyen át az előudvarba lehetett jutni. Az udvart határoló falak a torony falaihoz hasonlóan, egyenesen a sziklára vannak ráépítve, és csak a hátsó kisebb torony északi fala nyúlik le egészen a völgy aljáig. Ez végig rakott fal, amelyet egy hatalmas felnyúló, 1,5 m magas támpillér erősít. Az előudvarból a sziklába vájt keskeny, most is jól látható feljáró vezetett a torony földszintjébe. A torony 6,5 x5 m alapterületű és 3 emeletes volt, 2,20 m vastag terméskő falakkal, kívül vakolva. A földszinti helyiség kb. 4,5 m magas a többi emeleti helyiség 3 és 2,8 m magas volt. Az egyes helyiségek mennyezetét tartó kemény fagerendák 0,25 x 0,25 m méretű nyílással még jól láthatók. A földszintről az I. emeletre felvezető lépcsőfeljárat a nyugati, a II. emeletre felvezető a keleti oldalon volt. A földszinti csúcsíves ajtón keresztül jutunk ki egy nyitott ajtórészre. Itt a szikla egészen meredek. A nagy torony északi részén egy falmaradványt látunk, amely azt a nyitott részt védte. De az… átjáró tömbjének keleti oldalán észlelhető homorú fal arra mutat, hogy itt egy fallal elzárt és korábban raktárnak vagy tömlöcnek használt helyiséget hoztak létre. Most oly keskeny a nagy toronyból vezető átjáró, hogy csak a sziklához erősített vaskorlát segítségével lehet átjutni az átjáró részbe. Itt is jól látható a keskeny, alig 50 cm széles lépcsős folyosó feletti befalazott gerendák gyámlyukai és a ma is meglevő meredek lépcsők. Az átjáró folyosón keresztül érünk le a 3,50x5,50 m méretű kis toronyba, amely minden oldalon ablakkal rendelkezett.
A nagy torony ablaknyílásai még jó állapotban vannak, legérdekesebb az I. emelet keleti falában levő, kis benyíló fülkévé kiképzett ablak, amelyben ülőpadka is volt. Ez a román ízlésű ablak is megközelítően utal a vár építési idejére."

## Külső források
- Fehrentheil-Gruppenberg László: Bátorkő vára (Hadtörténeti Közlemények 34., 1933.[halott link]
- Kiss Gábor: Várak, várkastélyok, várhelyek Magyarországon, Budapest: Panoráma, 1984